# Erp (Ariège)
Erp ist eine französische Gemeinde mit 132 Einwohnern (Stand 1. Januar 2022) im Département Ariège in der Region Okzitanien. Sie gehört zum Kanton Couserans Est im Arrondissement Saint-Girons.
Nachbargemeinden sind Rivèrenert im Nordosten, Soulan im Osten, Soueix-Rogalle im Süden und Lacourt im Westen.

## Bevölkerungsentwicklung
| Jahr      | 1962 | 1968 | 1975 | 1982 | 1990 | 1999 | 2008 | 2019 |
| --------- | ---- | ---- | ---- | ---- | ---- | ---- | ---- | ---- |
| Einwohner | 147  | 109  | 114  | 105  | 88   | 102  | 130  | 130  |